# 교동군 (중국)
교동군(膠東郡)은 진나라에서 설치한 중국의 옛 군이다. 진나라 당시의 이름은 즉묵군(卽墨郡)이라고도 한다. 대략 북 자오라이 하(중국어: 胶萊河 교래하[*]) 이동의 산둥반도 동부를 관할했다. 전한에서는 대부분 교동국(膠東國)의 영토였다.

## 유래
북 자오라이 하의 옛 이름, 교수(膠水)의 동쪽에 있음에서 유래했다. 즉묵(卽墨)이라는 이름은 즉묵성이 묵수(墨水) 유역에 있음에서 유래했다.

## 진
통일 진나라 36군에는 속하지 않으나 이후 낭야군을 분할해 세웠다는 것이 기존의 통설이었다. 진나라 봉니 중 “즉묵태수(卽墨太守)”라 써진 것이 있어, 원래는 교동군이 아니라 즉묵군이었을 것이라 한다. 치소는 즉묵현(현 핑두 시 남동)이다. 즉묵·창양(昌陽)·야(夜)·황(黃)·추(腄)·동모(東牟)·창무(昌武)·임구(臨胊) 8현이 확인된다.

## 전한
항우가 진나라를 멸하고 18제후왕을 세우면서 교동군은 전 제왕인 전시에게 내려져 교동나라가 만들어졌으나, 전시가 항우에 대한 태도를 놓고 실권을 쥔 재상 전영과 불화해 전영에게 살해당하면서 교동나라는 망하고 전영이 왕위에 오른 제나라에 흡수됐다.
제나라가 한나라의 장군 한신의 공격으로 망하고 한신이 고제에게 제왕으로 봉해졌으나, 고제 5년(기원전 202년) 고제가 한신을 초왕으로 옮기면서 제나라 전 지역이 전한의 직할이 됐다. 고제가 6년(기원전 201년) 서장자 도혜왕을 제나라에 봉하면서 교동군도 제나라에 속했다. 제나라는 기원전 165년 문왕의 죽음으로 폐지됐다가, 이듬해에 도혜왕의 아들들에게 분할 부활하면서 교동군은 도혜왕의 아들 유웅거의 교동나라가 됐다. 교동왕 유웅거가 경제 3년(기원전 154년) 오초칠국의 난에 가담해 주살돼 교동나라는 폐지되고 교동군이 됐다. 경제 4년(기원전 153년) 경제의 10남 무제에게 봉해져 다시 교동나라가 됐으나 이 과정에서 동래군이 교동군에서 분할돼 교동나라는 오초칠국의 난 이전보다 축소됐다. 경제 6년(기원전 150년) 무제가 태자가 되면서 도로 교동군이 됐고, 경제 중2년(기원전 148년) 4월에 경제의 11남 강왕이 교동군에 봉해진 이래 전한이 망할 때까지 교동강왕의 후손에게 나라가 이어졌다.
청주에 속하였으며, 원시 2년(2년)의 인구조사에 따르면 호구 72,002호에 인구 323,331명이었고, 서울은 즉묵현이었다. 아래의 속현 목록은 《한서》지리지의 내용이다. 원연·수화 연간의 현황으로 여겨지며, 총 8현이다.
| 이름 | 한자 | 대략적 위치             | 비고                                          |
| ---- | ---- | ----------------------- | --------------------------------------------- |
| 즉묵 | 卽墨 | 칭다오시 핑두시 남동    | 천실산사(天室山祠)가 있다.                    |
| 창무 | 昌武 | ?                       |                                               |
| 하밀 | 下密 | 웨이팡시 창이시 동      | 삼석산사(三石山祠)가 있다.                    |
| 장무 | 壯武 | 칭다오시 지모시 서      |                                               |
| 욱질 | 郁秩 | 칭다오시 핑두시         | 철관이 있다.                                  |
| 정   | 挺   | 옌타이시 라이양시 남    |                                               |
| 관양 | 觀陽 | 옌타이시 라이양시 동    | 응소에 따르면 관수(觀水)의 북쪽[陽]이라 한다. |
| 추로 | 鄒盧 | 칭다오시 라이시 시 북동 |                                               |

다음은 추은령 이후 봉해져 교동나라에서 떨어져나간 교동왕의 왕자후들로, 총 23후국이다.
| 이름       | 봉해진 때                          | 폐해진 때              | 왕자후표의 말격 | 지리지의 소속 군 |
| ---------- | ---------------------------------- | ---------------------- | --------------- | ---------------- |
| 고우(皋虞) | 원봉 원년(기원전 110년) 5월 병오일 | 시건국 원년(9년)       |                 | 낭야             |
| 위기(魏其) | 원봉 원년(기원전 110년) 5월 병오일 | 시건국 원년(9년)       |                 | 낭야             |
| 축자(祝玆) | 원봉 원년(기원전 110년) 5월 병오일 | 원봉 5년(기원전 106년) | 낭야            |                  |
| 온수(溫水) | 시원 5년(기원전 82년) 3월          | 본시 2년(기원전 72년)  |                 |                  |
| 낙망(樂望) | 지절 4년(기원전 66년) 2월          | 시건국 원년(9년)?      | 북해            | 북해             |
| 성(成)     | 지절 4년(기원전 66년) 2월          | 시건국 원년(9년)?      | 북해            | 북해?            |
| 유천(柳泉) | 지절 4년(기원전 66년) 2월          | 시건국 원년(9년)?      | 남양            | 북해             |
| 신리(新利) | 신작 원년(기원전 61년) 4월         | 감로 4년(기원전 50년)  |                 |                  |
| 호도(戶都) | ?                                  | 건시 3년(기원전 30년)? |                 |                  |
| 양석(羊石) | 영광 4년(기원전 41년) 3월          | 시건국 원년(9년)?      | 북해            | 북해             |
| 석향(石鄕) | 영광 4년(기원전 41년) 3월          | 시건국 원년(9년)?      | 북해            | 북해             |
| 신성(新城) | 영광 4년(기원전 41년) 3월          | 시건국 원년(9년)?      | 북해            | 북해             |
| 상향(上鄕) | 영광 4년(기원전 41년) 3월          | 시건국 원년(9년)?      | 북해            | 북해             |
| 창향(昌鄕) | 건시 2년(기원전 31년)              | 원수 2년(기원전 1년)   |                 | 동래             |
| 순양(順陽) | 건시 2년(기원전 31년)              | 시건국 원년(9년)       |                 | 낭야             |
| 낙양(樂陽) | 건시 2년(기원전 31년)              | 시건국 원년(9년)       |                 | 동래             |
| 평성(平城) | 건시 2년(기원전 31년)              | 시건국 원년(9년)       |                 | 북해             |
| 밀향(密鄕) | 건시 2년(기원전 31년)              | 시건국 원년(9년)       |                 | 북해             |
| 낙도(樂都) | 건시 2년(기원전 31년)              | 시건국 원년(9년)       |                 | 북해             |
| 능석(陵石) | 홍가 4년(기원전 17년) 6월          | 시건국 원년(9년)       |                 | 동래?            |
| 임안(臨安) | 영시 4년(기원전 13년) 5월 무신일   | 시건국 원년(9년)       |                 | 낭야             |
| 서향(徐鄕) | 원연 원년(기원전 12년) 2월 계묘일  | 시건국 원년(9년)       | 제              | 북해             |
| 당향(堂鄕) | 수화 원년(기원전 8년) 5월 무오일   | 건평 원년(기원전 6년)  |                 |                  |

## 신
이름을 욱질(郁秩)로 고치고 다음 현의 이름을 고쳤다.
| 전한 | 신         |
| ---- | ---------- |
| 즉묵 | 즉선(卽善) |
| 장무 | 효무(曉武) |
| 추로 | 시사(始斯) |

## 장관

### 교동상
- 하성(何成, 문제 시기?)[20]
- 왕연광(? ~ 기원전 102년)
- 오성(? ~ 기원전 67년)
- 장창(? ~ 기원전 61년)
- 진공(秦恭)
- 선우홍(鮮于弘)[21]